# Antoine Ignace Melling
Antoine Ignace Melling (Karlsruhe, 1763 – 1831) è stato un architetto, pittore, designer e viaggiatore tedesco, appartenente a una famiglia originaria di Saint-Avold nella Lorena.
Fu l'architetto imperiale di Selim III e Hatice Sultan e paesaggista ufficiale di Giuseppina di Beauharnais

## Biografia
Suo padre era scultore a Karlsruhe, nel Baden-Württemberg, dove lavorava nella corte di Carlo Federico di Baden. Alla sua morte Antoine Ignace va a vivere dallo zio, Joseph Melling, pittore a Strasburgo. Fa poi degli studi di architettura e di matematica all'università di Klagenfurt dove si trova il fratello primogenito. A 19 anni, nel 1782, fa un viaggio in Italia, Egitto e a Costantinopoli (Istanbul) e in quest'ultima città, come membro al seguito dell'ambasciatore di Russia fa il ritratto di  diversi dignitari.
Nel 1795 diventa architetto imperiale di Selim III. Essa gli affida l'incarico di disegnare un giardino nello stile del giardino dell'ambasciatore danese, il barone Hübsch. Melling progettò un giardino di stile occidentale a forma di labirinto con rose, acacie e lillà poi una piccola villa accanto al palazzo di Hatice Sultan. In seguito si occupò del palazzo di Beşiktaş, della decorazione interna del palazzo d'Ortaköy, poi di un nuovo palazzo neoclassico a Defterdarburnu.
Nel corso dei suoi diciotto anni come architetto imperiale, Melling occupa una posizione privilegiata per osservare la corte ed è dopo Gentile Bellini l'artista occidentale che conosce meglio il palazzo ottomano. Egli realizza numerosi disegni del palazzo del sultano, della società ottomana, d'Istanbul e delle vedute della città e dei suoi dintorni: è conosciuto come il pittore senza rivali del Bosforo.
Dopo questa lunga permanenza, Melling dopo essersi sposato con una ragazza di Genova-cade in disgrazia senza nessuna spiegazione. Cominciò allora sia a prepararsi per il ritorno in Europa, sia a svolgere piccoli lavori per guadagnare qualche soldo.Nasce in questo periodo l'idea di raccogliere le sue incisioni in un libro e di offrirlo ad editori parigini.

## Parigi
Antoine Ignace Melling rientra a Parigi nel 1803, dopo un breve soggiorno a Genova e pubblica un prospetto per il suo " Voyage pittoresque de Constantinople et des rives du Bosphore". Impressionato da questo lavoro su Costantinopoli, Talleyrand lo raccomanda all'imperatrice Giuseppina, moglie di Napoleone Bonaparte, che l'assume come paesaggista. Nel 1809, Melling crea un atelier di incisioni destinato a riprodurre i suoi disegni. Serie di copie sono vendute per sottoscrizione tra il 1809 e il 1819.

## Viaggi
Nel 1812, il viaggio di Melling nei Paesi Bassi è documentato non soltanto da un gran numero di disegni, ma anche dalle lettere che manda alla sua famiglia a Parigi. Le gioie e le delusioni di questo viaggio, che lo porta sino alla città anseatiche, sono raccontate in uno stile vivace, così come i diversi aspetti della vita olandese, i monumenti e gli abitanti delle grandi città, Rotterdam e Amsterdam e il forte richiamo di paesi come Broek, nel Waterland, e la dolce atmosfera di Zwolle.
Nel 1815 viaggia con la figlia Adèle, disegnando i capoluoghi dei distretti francesi. Nel 1817 visita l'Inghilterra.
Dopo il 1821, il governo francese lo manda nei Pirenei per dimostrare che le loro bellezze naturali sono belle quanto quelle delle Alpi.